# Sport Clube Gaúcho
O Sport Clube Gaúcho é uma agremiação esportiva da cidade de Passo Fundo (RS). Foi fundado no dia 12 de Maio de 1918. É um dos mais antigos clubes do estado. É o 2° clube de Passo Fundo com mais títulos  do Campeonato Citadino de Passo Fundo, apenas atrás do 14 de julho, o clube jogou 1.921 partidas até o final do ano de 2017.

## História
O Sport Clube Gaúcho, clube mais antigo em atividade da cidade de Passo Fundo, foi fundado em 12 de maio de 1918, na residência do casal Augusto Schell Loureiro (morto havia seis meses) e Carlota Rico Loureiro, na esquina da Avenida Brasil com a Rua Sete de Agosto. Além de Gil e Alfredo, filhos do casal e que comandaram a fundação, também estavam presentes primos e amigos, como Victor Loureiro Issler, Antonio e Brasileiro Marcondes Pimpão Loureiro, Amadeo De Felippo, os irmãos Aníbal e João Colavin, Antão Abade de Castro, Antão Chagas, Antônio Junqueira da Rocha, os irmãos Argemiro, Felipe e Jerônimo Marques, Lauro Loureiro Lima, o coronel Lauro Xavier de Castro, que presidiu a assembleia da fundação, Marcio Marcondes Loureiro, Martim “Bugre” Xavier, Moisés Lima Morsch, Salathiel Sperry e Vicente Silva. Eles tinham entre 18 e 28 anos de idade.
O nome "Gaúcho", foi ideia de Gil. Para ele, Gaúcho era sinônimo de “povo determinado, lutador e valente”. As cores foram escolhidas por Alfredo. A escolha foi simples. Ele disse que "se o Gaúcho anda a cavalo pelos campos, e a cor predominante da paisagem é verde... nós usaremos o verde!" Tempos depois, discutiu-se se a cor era uma referência ao Partido Republicano Rio-Grandense (PRR), dos "chimangos". Isso não é verdade, até porque a família tinha posição política contrária, apoiando os federalistas, os "maragatos", de cor vermelha.
Seu primeiro campo, nos altos da Rua Morom, foi conhecido como "Cancha do Gaúcho". Curiosamente, o clube voltaria a usar o local 40 anos depois, onde construiria o Estádio Wolmar Salton.
O Sport Clube Gaúcho sempre teve papel destacado na história do futebol de Passo Fundo, sendo um dos membros fundadores da Liga Passo-Fundense de Futebol em 28 de maio de 1926, juntamente com o 14 de Julho e o extinto Riograndense. Bem como é o 2° maior vencedor do Campeonato Citadino de Passo Fundo, com 16 conquistas. É também o unico clube passo-fundense com participação na 3° divisão do campeonato Gaúcho.
No ano de 1929 a crise mundial que assolou o Mundo atingiu também o Gaúcho, que acabou encerrando suas atividades até o ano de 1937, quando uma grande mobilização de autoridades municipais de Passo Fundo possibilitou o retorno do clube. O retorno do alviverde foi um sucesso, visto que o clube conseguiu nos dois primeiros anos do retorno, o bicampeonato citadino.
Visando expandir sua força no futebol, em 1957 o Gaúcho construiu o Estádio da Montanha, posteriormente nomeado Estádio Wolmar Salton, em partida inaugural contra o Grêmio Foot-Ball Porto Alegrense.
Em 1962 quando o Esporte Clube Cruzeiro de Porto Alegre regressava, em pleno mês de agosto, de uma excursão realizada em países europeus, tendo enfrentado, amistosamente, os maiores times da época, entre eles o Real Madrid de Puskas e Di Stéfano. O Gaúcho foi o convidado para o amistoso que marcaria o retorno do invicto Cruzeiro, em jogo disputado na Colina Melancólica, estádio alvi-azul cruzeirista, o Gaúcho não tomou conhecimento do adversário e venceu o amistoso por 3 a 2.
Em 1965, o Sport Clube Gaúcho chegou às finais do Campeonato Gaúcho da divisão de acesso, juntamente com o Foot-Ball Club Riograndense. Acabou sendo derrotado e viu o seu sonho de ascender a divisão principal adiado.
Em 18 de dezembro de 1966 o Sport Clube Gaúcho venceu seu primeiro título estadual, com a conquista do Campeonato Gaúcho de Futebol - Divisão de Acesso, em decisão contra o Esporte Clube Uruguaiana, que havia vencido o primeiro jogo em Uruguaiana pelo placar de 1 a 0. Apesar de aplicar uma goleada de 5 a 0 no time de Uruguaiana, foi necessária uma prorrogação de 30 minutos para decidir o título, pois na época não existia saldo de gols. A decisão da prorrogação acabou com o placar de 1 a 0 para o Gaúcho, sendo o primeiro título estadual conquistado por uma equipe de Passo Fundo.
No dia 11 de novembro de 1973 em jogo contra o Ypiranga Futebol Clube pela Copa Governador do Estado, o Gaúcho editaria fato que ficou conhecido como A Batalha de Erechim. Em uma briga generalizada entre os jogadores do Gaúcho e do Ypiranga, iniciada em uma confusão entre Daizon Pontes e o goleiro Valdir numa cobrança de escanteio, o árbitro terminou expulsando 21 jogadores. Os dirigentes dos dois times tentam convencer o trio a continuar a partida, mas o juiz Hedo Porto Alegre se negou, afirmando havia expulsado os 11 jogadores do Ypiranga e 10 do Gaúcho. A exceção do jogo foi o ponta Mosquito, do Gaúcho.
Em 14 de fevereiro de 1975 o Gaúcho enfrentaria um dos maiores plantéis do Brasil. O Palmeiras, conhecido na época como A Academia de Futebol, foi um dos únicos times que foram capazes de parar o Santos de Pelé nos anos 60. O Palmeiras que tinha Djalma Santos, Djalma Dias, Valdemar Carabina, Ademir da Guia, Gildo e Tupanzinho acabou vencendo pelo placar de 3 a 1, em um jogo memorável entre as duas equipes.
Repetindo o feito de 1966, em 1977 o Gaúcho voltou a vencer um título estadual, com a conquista do bicampeonato do Campeonato Gaúcho de Futebol - Divisão de Acesso. Em 1984 conquistaria o tricampeonato estadual do Campeonato Gaúcho de Futebol - Divisão de Acesso, se tornando o clube de Passo Fundo com o maior número de títulos estaduais.
No dia 3 de setembro de 1978 o Gaúcho venceu o Santo Ângelo por 9 a 1, sendo a maior goleada alviverde no campeonato estadual. Dos 13 jogadores do Gaúcho que participaram da partida, sete fizeram gol, sendo que o meia Pontes e o zagueiro Airton, do Santo Ângelo, fizeram dois gols contra.
Em situação difícil no fim dos anos 80, o Sport Clube Gaúcho acabou rebaixado no Campeonato Gaúcho de Futebol. Em 1986, a situação delicada dos clubes mais tradicionais de Passo Fundo, Gaúcho e 14 de Julho, acabou gerando um fato marcante para o futebol da cidade, a fusão entre os dois clubes, dando origem ao Esporte Clube Passo Fundo. No ano seguinte, entretanto, a fusão, que tinha prazo de um ano com possibilidade de renovação, acabou não permanecendo, e o Gaúcho resolveu abandonar a união.
Nos anos 90 o Gaúcho manteve seu departamento de futebol fechado, concentrando seus esforços nas categorias de base do clube.
No início dos anos 2000, o Gaúcho participou de grandes campanhas no cenário estadual. Conquistou o Campeonato Gaúcho da Segunda Divisão de 2000, sob a batuta do ídolo Bebeto.
Venceu a primeira partida de sua história contra a dupla GreNal: vitória sobre o Internacional por 1 a 0 pela semifinal da Copa FGF de 2004. Na final o Gaúcho foi derrotado pelo Esportivo de Bento Gonçalves, ficando com o vice-campeonato da Copa FGF de 2004 e com uma vaga para o Campeonato Brasileiro Série C de 2005, sua primeira participação em uma competição a nível nacional, onde fez uma modesta campanha, sendo eliminado na segunda fase.
O vice-campeonato do Campeonato Gaúcho de Futebol - Divisão de Acesso em 2005 rendeu ao clube do bairro boqueirão o acesso a primeira divisão do Campeonato Gaúcho do ano seguinte, 21 anos após a última participação na principal divisão do estado.
Em 2006 o Gaúcho fez uma modesta campanha no Campeonato Gaúcho.
Entretanto, em 2007, o Sport Clube Gaúcho enfrentaria a maior crise de sua história, com a penhora de seu estádio e demais bens por decisão judicial, bem como o rebaixamento no campeonato estadual, crise que luta até os dias de hoje para se recuperar.
Seu retorno aos gramados se deu no ano de 2010, onde mandou suas partidas na vizinha cidade de Marau. Destaque para as vitórias frente a seu rival local.
Em 2011, agora retornando a Passo Fundo, mandou suas partidas no estádio do seu rival local.
Após uma fraca campanha, acabou sendo rebaixado para a recém criada segunda divisão, popularmente conhecida como terceirona gaúcha.
O ano de 2012 foi emblemático. Após um início cambaleante na segunda divisão, o Gaúcho foi superando etapas até chegar na finalíssima do campeonato. As derrotas frente ao Aimoré de São Leopoldo não abalaram os ânimos alviverdes, pois a vaga a divisão de acesso já estava garantida.
No ano de 2013 porém, o Gaúcho fez uma campanha pífia, com um jejum de 12 jogos sem vitória, sendo novamente rebaixado para a segunda divisão.
Em 2014 o Gaúcho iniciou sua caminhada para retornar à divisão de acesso, mas acabou falhando em suas ambições fazendo um campeonato bem abaixo das expectativas, acabou como lanterna do campeonato.
Em 2015 novamente o alviverde frustrou o seu torcedor ficando de fora das fases finais da segunda divisão. No segundo semestre, agora mandando seus jogos em Carazinho, se aventurou nas copas regionais, mas não obteve êxito nos certames.
O ano de 2016 ficou marcado como o ano da inauguração de sua nova praça esportiva, a Arena Wolmar Salton.
No jogo inaugural, vitória alviverde por 4x2 frente ao time juvenil do Grêmio Portoalegrense.
No certame estadual, chegou às finais juntamente com o Guarany de Bagé. Derrotado em Bagé e em Passo Fundo, viu o título e o acesso escapar.
Em 2017 o Gaúcho fez uma campanha modesta, sendo eliminado pelo Internacional de Porto Alegre nas quartas de final do campeonato.
Em 2018, no ano do seu centenário, o Sport Clube Gaúcho, então dono de melhor campanha e invicto no certame, após conquistar a vaga para as semifinais com direito a uma goleada de 7x1 sobre o Rio Grande, viu seu sonho ir por água abaixo. Acabou denunciado por escalação irregular de atleta.
No segundo semestre do ano o Gaúcho disputou a Copa Wianey Carlet, onde acabou conquistando uma vaga para a Série D do Brasileirão de 2019 depois de uma brilhante campanha, onde deixou para trás adversários perigosos como o Internacional de Porto Alegre e o Ypiranga de Erechim.
Na final, uma derrota em Santa Cruz do Sul pelo escore mínimo acabou dando o título para a equipe local.
Em 2019, após 14 anos o Gaúcho voltou a disputar uma competição a nível nacional, o Campeonato Brasileiro Série D. Com uma campanha de 1 vitória e 5 derrotas, o periquito foi eliminado precocemente do campeonato nacional.
Na segunda divisão estadual, mais um insucesso. Após uma boa campanha na fase inicial e de superar a fase de quartas de final frente a equipe da Sapucaiense, o periquito foi superado nas semifinais pela equipe do Guarany de Bagé. Após uma sequência de empates por 1x1 tanto em Passo Fundo quanto em Bagé, foi nas cobranças de pênalti que o Gaúcho viu suas chances de subir de divisão sucumbirem. Vitória do time de Bagé por 3x2.
No segundo semestre do ano o Gaúcho disputou a Copa Seu Verardi. Dono da maior goleada do campeonato, um 7x0 frente a frágil equipe da SER Cruz Alta, ainda pela fase de grupos, o Gaúcho se classificou em segundo lugar no seu grupo.
Nas oitavas de final eliminou o Grêmio, derrota em Eldorado do Sul por 2x1 e vitória por 2x0 em Passo Fundo.
Nas quartas de final acabou eliminado pela equipe da SER Caxias, empate em 0x0 em Caxias do Sul e derrota por 2x1 em Passo Fundo.
Em 2021, chegou até a final da Segunda Divisão, conquistando o acesso e o vice-campeonato da competição - derrotado para o Futebol Clube Santa Cruz.
Em 2022, teve uma campanha mediana no gauchão serie a2 ficando em 5° e não se classificado para fase final.
Em 2025, o clube teve uma campanha abaixo da expectativa na Série A2 do Campeonato Gaúcho, terminando na 14ª posição, com apenas 9 pontos em 14 partidas disputadas.

## Títulos
| Estaduais  | Estaduais                                | Estaduais | Estaduais                                                                                       |
|            | Competição                               | Títulos   | Temporadas                                                                                      |
| ---------- | ---------------------------------------- | --------- | ----------------------------------------------------------------------------------------------- |
|            | Campeonato Gaúcho - 2ª Divisão           | 3         | 1966, 1977 e 1984                                                                               |
|            | Campeonato Gaúcho - 3ª Divisão           | 1         | 2000                                                                                            |
|            | Torneio Extra Everaldo Marques da Silva  | 1         | 1970                                                                                            |
|            | Copa Brigadeiro Jerônimo Bastos          | 1         | 1977                                                                                            |
| Municipais |                                          |           |                                                                                                 |
|            | Competição                               | Títulos   | Temporadas                                                                                      |
|            | Campeonato Citadino de Passo Fundo       | 16        | 1926, 1927, 1928, 1939, 1948, 1949, 1950, 1954, 1961, 1963, 1964, 1965, 1966, 1967, 1968 e 1970 |
|            | Torneio Relâmpago do Campeonato Citadino | 2         | 1947 e 1948                                                                                     |
|            | Torneio Initium do Campeonato Citadino   | 8         | 1926, 1940, 1946, 1948, 1949, 1950, 1951, e 1965                                                |

 Campeão Invicto

## Torneios amistosos
- Medalha de Prata - Livraria A Minerva: 1 (1918)
- Estatueta Cine Coliseu: 1 (1920)
- Taça Chevrolet: 1 (1926)
- Torneio da Cruz Vermelha Brasileira: 1 (1942)
- Torneios Dia do Futebol: 8 (1943, 1944, 1950, 1952, 1962, 1964, 1965, 1966)
- Taça Café Vitória: 1 (1954)
- Taça Piscinas H. Egger: 1 (1963)
- Taça Arno Pini: 2 (1967 e 1990)
- Taça Oliquerque: 2 (1975 e 1977)
- Taça Cidade de Erechim: 1 (1982)
- Troféu Dom Urbano Allgayer: 1 (1982)
- Taça 50 Anos da Liga Passo-Fundense de Futebol: 1 (1990)
- Taça RBS 10 Anos: 1 (1990)
- Taça Rádio Uirapuru 30 Anos: 1 (2011)

Outros títulos*:
- Campeonato Regional: 5 (1926, 1927, 1928, 1965, 1966)
- Campeonato da Região Serrana: 4 (1926, 1927, 1928, 1939)
- Campeonato da Zona Norte: 2 (1965, 1966)
- Campeonato da Região Fronteira-Sul: 1 (1939)

## Estatísticas

### Participações
|  | Participações em 2025 |

| Competição        | Competição        | Temporadas | Melhor campanha             | Estreia | Última | P | R |
| Rio Grande do Sul | Campeonato Gaúcho | 22         | 3º colocado (1928 e 1939)   | 1926    | 2007   | 3 | 3 |
| Rio Grande do Sul | Série A2          | 28         | Campeão (1966, 1977 e 1984) | 1954    | 2025   | 1 | 2 |
| Rio Grande do Sul | Série B           | 8          | Campeão (2000)              | 2000    | 2021   | 2 |   |
| Rio Grande do Sul | Copa FGF          | 7          | Vice-campeão (2004 e 2018)  | 2004    | 2024   |   |   |
| Brasil            | Série C           | 1          | 29º colocado (2005)         | 2005    | 2005   | – | – |
| Brasil            | Série D           | 1          | 59º colocado (2019)         | 2019    | 2019   | – |   |

### Campanhas de destaque
- 3º colocado no Campeonato Gaúcho: (1928 e 1939)
- Vice-Campeonato Gaúcho Série A2: (1965 e 2005)
- Vice-Campeonato da Copa FGF: (2004 e 2018)
- Vice-Campeonato Gaúcho 2ª Divisão: (2012, 2016 e 2021)

### Últimas dez temporadas
*2018: Apesar de ter se classificado para as semifinais, a equipe foi excluída da competição pelo TJD, por escalação irregular
**2020: competição cancelada, devido a Pandemia de COVID-19
Legenda:
| Promovido à Divisão de Acesso |

## Artilheiros
- Artilheiros do Campeonato Gaúcho

1. Bebeto - 1973 (13 gols)
2. Bebeto - 1975 (13 gols)

- Artilheiros do Campeonato Gaúcho - Série B

1. Joares - 1977 (11 gols)
2. Bebeto - 1984 (19 gols)
3. Marcelo Buda - 2001 (13 gols)

- Artilheiros do Campeonato Gaúcho - Série C

1. Paulo Gaúcho - 2000 (15 gols)

- Artilheiros da Copa Governador do Estado

1. Zangão - 1970 (3 gols)
2. Bebeto - 1972 (15 gols)
3. Bebeto - 1973 (13 gols)
4. Bebeto - 1975 (10 gols)
5. Luiz Fernando - 1979 (4 gols)

- Artilheiros do Torneio Extra Everaldo Marques da Silva

1. Zangão - 1970 (4 gols)

## Estádios

### Cancha do Gaúcho
Fundando em 1918, o Sport Clube Gaúcho jogou durante anos na mesma área onde posteriormente seria erguido o seu novo estádio. Em terreno pertencente a família Barreiro de Passo Fundo, a chamada Cancha do Gaúcho era um campo sem estrutura onde o clube passo-fundense realizava seus jogos no período amador. Em 1954, com a profissionalização do clube, o mesmo terreno foi adquirido e iniciou-se a construção do Estádio Wolmar Salton.

### Estádio Wolmar Salton
Inicialmente chamado de Estádio da Montanha, o Estádio Wolmar Salton foi inaugurado em 1957 em partida contra o Grêmio Foot-Ball Porto Alegrense. Tinha capacidade para 5.500 pessoas e pertenceu ao Sport Clube Gaúcho de 1957 até 2012 quando foi vendido para o Hospital São Vicente de Paulo a fim de quitar dívidas do clube. O estádio foi demolido em 2014.
Novo Estádio Wolmar Salton ( Arena b&8) BSbios
Localizado na Perimetral Sul, o complexo é formado por uma moderna arena e um enorme ginásio. O campo de futebol segue modernos padrões, mede 105x68 metros, possui sistema de irrigação eletrônico e sistema de drenagem, a grama é do mesmo tipo que está sendo utilizada no gramado dos estádios do Grêmio e do Internacional. O estádio tem capacidade para 3400 espectadores, sendo 1.500 em cadeiras e 20 camarotes. No local é possível estacionar 2.000 veículos.